# Fishbourne (West Sussex)
Fishbourne is een civil parish in het bestuurlijke gebied Chichester, in het Engelse graafschap West Sussex met 2325 inwoners.
Albourne · 
Aldingbourne · 
Aldwick · 
Amberley · 
Angmering · 
Ansty and Staplefield · 
Appledram · 
Ardingly · 
Arundel · 
Ashington · 
Ashurst Wood · 
Ashurst · 
Balcombe · 
Barlavington · 
Barnham · 
Bepton · 
Bersted · 
Bignor · 
Billingshurst · 
Birdham · 
Bognor Regis · 
Bolney · 
Bosham · 
Boxgrove · 
Bramber · 
Broadbridge Heath · 
Burgess Hill · 
Burpham · 
Bury · 
Chichester · 
Chidham and Hambrook · 
Clapham · 
Climping · 
Cocking · 
Coldwaltham · 
Colgate · 
Compton · 
Coombes · 
Cowfold · 
Cuckfield · 
Donnington · 
Duncton · 
Earnley · 
Eartham · 
Easebourne · 
East Dean · 
East Grinstead · 
East Lavington · 
East Preston · 
East Wittering · 
Eastergate · 
Ebernoe · 
Elsted and Treyford · 
Felpham · 
Fernhurst · 
Ferring · 
Findon · 
Fishbourne · 
Fittleworth · 
Ford · 
Fulking · 
Funtington · 
Graffham · 
Harting · 
Hassocks · 
Haywards Heath · 
Henfield · 
Heyshott · 
Horsted Keynes · 
Houghton · 
Hunston · 
Hurstpierpoint and Sayers Common · 
Itchingfield · 
Kingston · 
Kirdford · 
Lancing · 
Lavant · 
Linch · 
Linchmere · 
Lindfield Rural · 
Lindfield · 
Littlehampton · 
Lodsworth · 
Lower Beeding · 
Loxwood · 
Lurgashall · 
Lyminster and Crossbush · 
Madehurst · 
Marden · 
Middleton-on-Sea · 
Midhurst · 
Milland · 
Newtimber · 
North Horsham · 
North Mundham · 
Northchapel · 
Nuthurst · 
Oving · 
Pagham · 
Parham · 
Patching · 
Petworth · 
Plaistow · 
Poling · 
Poynings · 
Pulborough · 
Pyecombe · 
Rogate · 
Rudgwick · 
Rusper · 
Rustington · 
Selsey · 
Shermanbury · 
Shipley · 
Sidlesham · 
Singleton · 
Slaugham · 
Slindon · 
Slinfold · 
Sompting · 
South Stoke · 
Southbourne · 
Southwater · 
Stedham with Iping · 
Steyning · 
Stopham · 
Storrington and Sullington · 
Stoughton · 
Sutton · 
Tangmere · 
Thakeham · 
Tillington · 
Trotton with Chithurst · 
Turners Hill · 
Twineham · 
Upper Beeding · 
Upwaltham · 
Walberton · 
Warnham · 
Warningcamp · 
Washington · 
West Chiltington · 
West Dean · 
West Grinstead · 
West Hoathly · 
West Itchenor · 
West Lavington · 
West Thorney · 
West Wittering · 
Westbourne · 
Westhampnett · 
Wisborough Green · 
Wiston · 
Woodmancote · 
Woolbeding with Redford · 
Worth · 
Yapton